# Museum it Tsiispakhûs
Museum it Tsiispakhûs is een cultuurhistorisch streekmuseum in Wommels in de Nederlandse provincie Friesland.

## Beschrijving
Het museum is gevestigd in een monumentaal kaaspakhuis (Fries: tsiispakhús) uit 1905. Het werd gebouwd in opdracht van kaashandelaar Leendert Feitsma. Het gebouw staat aan de Bolswardertrekvaart (Boalserter Feart).

## Collectie en exposities
Permanente tentoonstelling over de zuivel in de gemeente Littenseradeel.
Exposities:
- 2012 Geschiedenis van de Slachtemarathon. (Het museum had voorheen als thema de strijd tegen het water, waarbij de Slachtedijk centraal stond).